# 圣特雷济尼亚-迪伊泰普
圣特雷济尼亚-迪伊泰普是巴西巴拉那州的一个市镇。总面积259.393平方公里，总人口20354人，人口密度78.5人/平方公里。